# 单体红山茶
单体红山茶（学名：Camellia uraku）为山茶科山茶属的植物。分布在日本等地，目前由人工引种栽培，是很好的园林树种，据有观赏价值。